# Raquel Espinosa
Raquel Milagros Espinosa (Campo Santo, Salta, 16 de agosto de 1960) es una profesora, investigadora y escritora argentina. Su producción se compone en su mayoría de ensayos académicos y novelas ficcionales enmarcadas dentro de la literatura del noroeste argentino junto a otros autores como Inés Brandán Valy o Fabio Martínez.

## Biografía
Raquel Espinosa nació el 16 de agosto de 1960 en Betania, un pueblo perteneciente a Campo Santo dentro del departamento de General Güemes, en la provincia de Salta.
Estudió letras en la Universidad Nacional de Salta donde se recibió en el año 1983.
Ejerció la docencia en institutos secundarios y terciarios de la capital salteña y de algunas localidades del interior de la provincia. Llegó a ser directora del Colegio Secundario N.° 5094 «Raúl Scalabrini Ortiz» hasta su jubilación durante la gestión de Roberto Dib Ashur al frente de la cartera de educación en el gobierno de Juan Manuel Urtubey.

## Obra
Durante el año 1996, Raquel publica junto a María González de Cornejo su primer ensayo llamado La Jerarquización de la escuela pública y en ese mismo año publica junto a Mabel Parra '"Desmadejando palabras, unos escritos literarios de ambas autoras.
En el año 2003 escribe junto a Laura Gavasci Un viaje por los textos, una serie de lecturas literarias propuestas para educación general básica 3 y polimodal, fruto de un trabajo de  creación e investigación. Un año después publicaría otro ensayo llamado Vivir en la frontera y en el 2006 lograría el primer premio en la categoría de ensayo en el concurso organizado por la Secretaría de Cultura de la Provincia de Salta con su escrito La antigua frontera del Este.
Su novela más famosa, La tapada, fue publicada en el año 2008 y sería presentada en la Feria del Libro de Buenos Aires en el siguiente año. La novela es una mistura que envuelve a la historia y a las letras. En ella se mezcla la genealogía con el género policial y surge el amor, entre codicias, crímenes y retratos de una de las épocas más difíciles que atravesara el pueblo argentino.
Llevó a cabo distintas investigaciones literarias con el Consejo de Investigación de la Universidad Nacional de Salta y en acuerdo con la Universidad dieron a conocer los trabajos frutos de esa investigación. Los ensayos Abordajes y perspectivas 4 y Estampas periodísticas de Salta son algunas de las publicaciones realizadas luego del proceso de investigación realizado.
Con su ponencia Las tapadas y el paisaje de la muerte en El pozo de Yocci de Juana Manuela Gorriti participó del Congreso Internacional de la AEPE en Burgos, España. Además de ser jurado en distintos concursos realizados dentro de la Argentina y fuera de ella.
Su proyecto de las Veladas literarias sabatinas fue llevado a cabo en el año 2014 en las inmediaciones del colegio que dirigía. También fue premiada por el Concejo Deliberante de la Ciudad de Salta y este órgano legislativo declaró de interés cultural a su proyecto.